# تنظير الغدد اللعابية

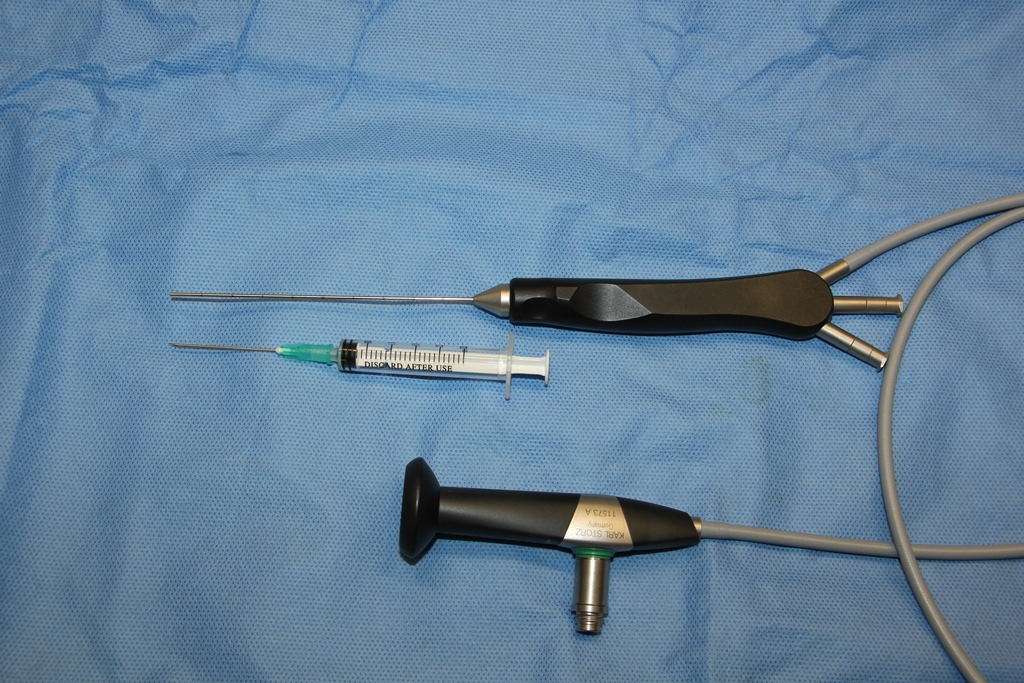

تنظير الغدد اللعابية هو تقنية اجتياحية بحد ادنى تسمح لجراحة الغدد اللعابية بطريقة آمنة وفعالة لعلاج التهاب الغدد اللعابية وحالات أخرى، خلال عملية تنظير الغدد اللعابية يتم وضع آلة تصوير صغيرة في داخل الغدة من خلال القنوات التي تصب في الفم، تنظير الغدد اللعابية هو طريقة بسيطة وكذلك فعالة لعلاج انسداد الغدد اللعابية الرئيسية، التضيقات، وحصى الغدد اللعابية. اعتمادا˝ على الانسداد من الممكن ان تتم عملية التنظير تحت التخدير الموضعي في العيادات الخارجية أو في غرفة العمليات تحت تأثير التخدير العام.

## الحالات التي تتطلب تنظير الغدد اللعابية
حصى الغدد اللعابية هي واحدة من الاسباب الرئيسية لالتهاب الغدد اللعابية، هذه الانواع من الحصى من الممكن العثور عليها في 1.2 في المئة من عموم السكان.
السبب الرئيسي الثاني لانسداد الغدد العابية هو التضييقات والالتصاقات، والتي يمكن ان تحدث من التهابات سابقة للغدد اللعابية، بما في ذلك التهابات الطفولة مثل التهاب الغدد النكفية. معظم التضيقات تحدث في القناة النكفية ومعظمها خلال عملية مرض التهاب الغدد اللعابية المتكرر المزمن.

## الوصف والطريقة
عموما، تحتاج فتحة القناة اللعابية أن تكون إما متوسعة أو محفورة قبل إدخال المنظار. وبمجرد أنيصل المنظارالى المكان المحدد، يستخدم محلول ملحي لتمدد القناة اللعابية والقنوات المتفرعة منها.
ما ان يتم إدخال المناظيرفي الغدة، يتم استكشاف التشريح الداخلي سواء للتشخيص أو لعلاج مرض معين. يتم إدخال المنظار إلى الغدة من خلال الفتحة الطبيعية في الفم أو عن طريق إجراء شق صغيرفي فتحة القناة. هذه التقنيات للإدخال هي تقنيات داخل الفم تماما˝.

## إزالة حصى الغدد اللعابية
عندما يكون قطر الحجر هو 5 ملم أو أقل، يمكن إزالته بواسطة تقنية المنظار تماما، لا سيما عندما يقع الحجر فوق العضلات التي تشكل أرضية الفم. التقنيات الأربع التي يشيع استخدامها لإزالة الحجارة من الغدد اللعابية هي:
1-تقنية الإمساك.
2-استخدام نظام استرجاع سلة السلك الصغير.
3-التفتيت الميكانيكي.
4-التجزئة بالليزر (تضخيم الضوء بانبعاث الإشعاع المحفز).
عندما يكون قطرها أكبر من 5 ملم، طريقة ذات الشقين (بمساعدة المنظار) يمكن الاستفادة منها، يتم ادخال المنطار وتحديد مكان الحصاة، ثم يتم شق وازالة الحصى في عملية داخل الفم. بعد الإزالة يتم ادخال دعامة غدية ((sialastic stent في داخل القناة لمدة اسبوعين إلى أربعة اسابيع لغاية عملية شفاء منطقة الفم ولغاية استعادة الوظيفة الطبيعية للغدة، هذه العملية تمنع تشكل ندبة والتي يمكن ان تتطور لانسداد في فتحة القناة في الفم.

## علاج التضيقات والالتصاقات
الحالات التقنية التالية يمكن استخدامها كطريقة للعلاج:
اولا˝: يقوم الجراح بالتشخيص والعثور على الموقع الدقيق للتضيق باستخدام صورة القناة اللعابية.
ثانياً: يمكن للجراح بعدذلكاستخدام اسلوب التنظير، الخطوة الأولى في هذا هو التخدير وغسل القناة بواسطة 2% ليدوكائين ومحلول ملحي.
ثالثاً: إذا لم يكن هنالك أي تحسن، يقوم الجراح بادخال بالون تمدد، والذي يمكن نفخه لغاية 3 ملم. الضغط المتكون من النفخ ممكن ان يكون كافيا˝ لتوسيع معظم التضيقات.
رابعاً: طريقة أخرى للتوسيع هي تمديد التضيق عن طريق ملقط الإمساك يستخدم كموسع.

## الأداوت
القدرة على أداء هذه التقنية هي نتيجة لتطور أدوات التصوير بالمناظيرالمنمنمة، حيث أن غالبية مناظير الغدد اللعابية التي قيد الاستخدام هي من النوع الشبه الصلب، المناظير الشبه الصلبة تسمح لرؤية العملية المرضية، ولكن الصلابة تتيح التلاعب وملاحة التشريح الداخلي للغدة.
هنالك أنواع متعددة من الأجهزة الصغيرة المتاحة بما في ذلك ملقط الإمساك، ملقط الخزعة، المثاقب، الإبر، ألياف الليزر، وجهاز مفتت الحصى (على الرغم من أن الأخيرغير متاح حاليا في الولايات المتحدة، في انتظار موافقة منظمة الغذاء والدواء الأمريكية), شركات متعددة تنتج أنواع مختلفة من المناظير للغدد اللعابية والاجهزة، هناك مزايا وعيوب لجميع الانطمة وليس هناك اختيار مفضل على الآخر، فالممارسين المختلفين يستخدمون انطمة مختلفة بسبب الخبرة والتدريب السريري للجراح.

## مراحل الاختراع في تنظير الغدد اللعابية
1990 :Konigsbergeو Gundlachقام باجراء تنظير الغدد اللعابية الرئيسية عندما تم اختراع الناظور.
1991 : Katz قدم ناظور مرن بقطر 0,8 ملم لتشخيص وعلاج حصى الغدد اللعابية.
1994 :Nahlieliاستخدم ناظور صغير الحجم صلب لتشخيص وعلاج انسداد الغدد اللعابية الرئيسية.